# Krasnogorsk, tỉnh Moskva
Krasnogorsk (tiếng Nga: Красногорск) là một thành phố Nga. Thành phố này thuộc chủ thể Moskva Oblast. Thành phố có dân số 92.545 người (theo điều tra dân số năm 2002). Đây là thành phố lớn thứ 180 của Nga theo dân số năm 2002. Dân số: 116,738 (Điều tra dân số 2010); 92,545 (Điều tra dân số 2002); 90,477 (Điều tra dân số năm 1989)..
Krasnogorsk là thành phố và trung tâm hành chính của huyện Krasnogorsky của tỉnh Moscow, tiếp giáp với ranh giới phía tây bắc của Moscow, bên sông Moskva. Một khu định cư dạng đô thị đã được thiết lập ở đây năm 1932, mà tình trạng thị trấn đã được cấp vào năm 1940..
Trong những năm 1940, Trường Trung ương Chống Phát xít, trong đó nhiều người cộng sản nước ngoài nghiên cứu và giảng dạy, được đặt tại Krasnogorsk.
Sau chiến tranh, các nhà khoa học tên lửa V2 của Đức mà quân đội Liên Xô đã bắt giữ đã được định cư ở đây với gia đình của họ.
Thành phố này là nhà Câu lạc bộ Zorky Bandy.

### Cuộc tấn công khủng bố năm 2024
Vào ngày 22 tháng 3 năm 2024, những kẻ khủng bố đã nổ súng và cho nổ chất nổ trong một cuộc tấn công phối hợp tại địa điểm tổ chức biểu diễn âm nhạc Crocus City Hall ở Krasnogorsk, khiến hơn 133 người thiệt mạng và hơn 100 người bị thương. Nhà nước Hồi giáo – Tỉnh Khorasan (IS-KP hoặc ISIS-K), một chi nhánh khu vực có trụ sở tại Nam-Trung Á của Nhà nước Hồi giáo, đã nhận trách nhiệm.